# Mittweida
Mittweida (phát âm tiếng Đức: [mɪtˈvaɪda]) là một thị xã trong bang tự do Sachsen, Đức. Thị xã thuộc huyện Mittelsachsen. Mittweida nằm bên sông Zschopau, 18 km về phía bắc Chemnitz, và 54 km về phía tây của Dresden.
Trong đệ nhị thế chiến, một phân trại của trại tập trung Flossenburg nằm ở đây.